# Manzanillo (Mexique)
Pour les articles homonymes, voir Manzanillo.
Manzanillo est une ville du Mexique, dans l'état de Colima. C'est une importante ville portuaire et la deuxième ville la plus peuplée de l'état. Manzanillo est également le nom de la municipalité englobante.

## Description générale

### La baie de Manzanillo
Ville portuaire, Manzanillo est le second plus important port maritime de la côte pacifique du Mexique. À la fois touristique et industriel, il se situe sur les lignes de navigation vers l'orient septentrional, l'Amérique du Sud et l'Océanie.

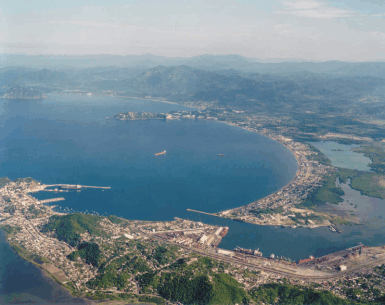
La baie de Manzanillo

La baie de Manzanillo s'étend de la Punta de Campos, au sud, jusqu'à la plage Juluapan au nord. Trois villes distinctes, Manzanillo, Salahua et Santiago, sont installées sur la baie et forment une grande agglomération. Leur attrait touristique réside dans la diversité des sports nautiques que l'on peut y pratiquer : entre autres le surf, le PMT, la plongée sous-marine, et la pêche sportive.

### La pêche aumarlin à voile
Manzanillo est réputée pour son concours international de pêche, et surnommée au Mexique la « capitale de la pêche au marlin », en raison de la présence importante d'une espèce du genre istiophorus : le marlin à voile ((es) pez vela).
La IGFA (Internacional Game Fish Association), institution qui régit au niveau mondial les évènements de ce genre, reconnaît à la ville 2 records du Monde : le plus grand nombre de spécimens pêchés avec 336 poissons lors du IVe Tournoi International en 1957, et le plus grand nombre de participants avec 356 pêcheurs inscrits en 1979 lors du XXVIe Tournoi.
Une sculpture représentant un marlin à voile orne le Centre-ville dans le Jardin Álvaro Obregón. Haute de 25 mètres pour une base de 30 m ancrée dans une fontaine illuminée, elle a été pensée par le sculpteur mexicain Enrique Carbajal, alias « Sebastián ».

### Îles Revillagigedo
Cet archipel est administrativement rattaché à Manzanillo. Il se situe entre 500 et 800km à l'ouest de la ville.

### Toponymie
À l'époque précolombienne, le lieu s'appelait Cozcatlán : « lieu où se fabriquent les colliers ». À leur arrivée en 1521, les Espagnols lui donnèrent le nom de Puerto de Manzanillas en raison de l'abondance d'arbres manzanillos (toxicodendron striatum), dont le fruit, la manzanilla, est une petite boule rouge et jaune aigre-douce et toxique. Le bois de cet arbre étant résistant à l'eau, fort et flexible, il servit de matière première aux embarcations pendant plusieurs siècles. En 1821, après que presque tous ces arbres avaient été coupés, le port prit le nom de Puerto de Manzanillo.

## Administration

### Division administrative
La municipalité de Manzanillo se divise en 8 délégations, 3 juntes municipales et 31 commissariats municipaux. Les délégations sont : Las Brisas, Valle de las Garzas, Campos, Jalipa, Tapeixtles, El Colomo, Santiago y Salahua.

### Présidents de la municipalité

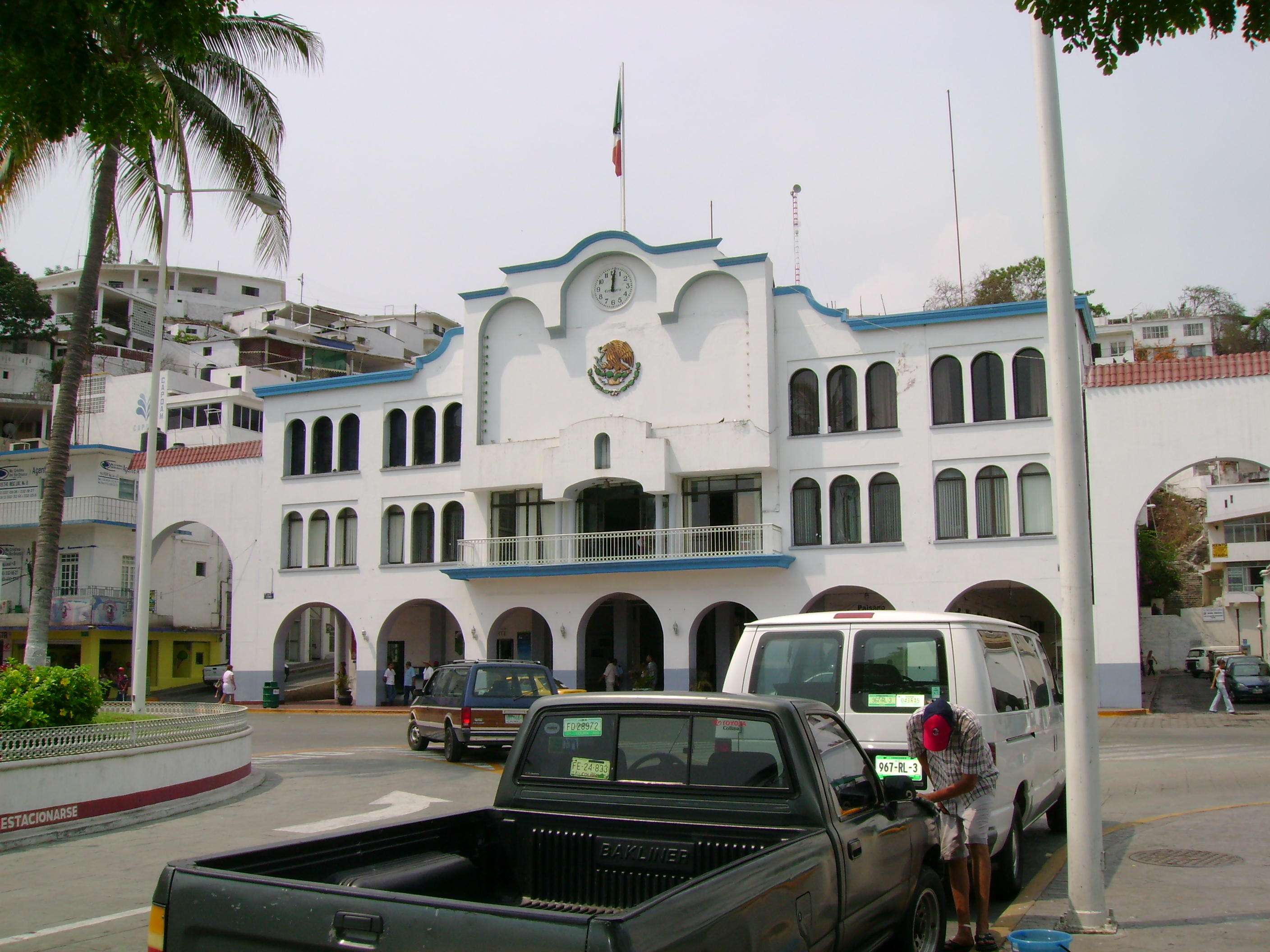
Siège municipal de Manzanillo

| - (1952 - 1954) : Alfredo Woodward Téllez - (1954 - 1954) : Daniel Sánchez Velasco - (1955 - 1955) : Felipe Guzmán Mesina - (1956 - 1958) : Javier Mata Vargas - (1959 - 1960) : Miguel Sandoval Sevilla - (1961 - 1961) : Manuel Bonilla Valle - (1962 - 1964) : Benito Rincón López - (1965 - 1967) : Luís García Castillo - (1968 - 1970) : Arturo Castro Guizar - (1971 - 1973) : Ramón Navarro Hernández - (1974 - 1976) : Aquileo Díaz Virgen - (1977 - 1979) : Jorge Armando Gaytán Gudiño | - (1980 - 1982) : Alberto Larios Gaytán - (1982 - 1982) : Humberto Ramírez Palacios - (1983 - 1986) : Elías Zamora Verduzco - (1986 - 1986) : Ramón Chulines Maldonado - (1986 - 1988) : Cecilio Lepe Bautista - (1989 - 1991) : Alejandro Meillón Sánchez - (1992 - 1994) : Porfirio Gaytán Gudiño - (1995 - 1997) : José Luís Navarrete Caudillo - (1998 - 2000) : Martha Sosa Govea - (2000 - 2003) : Rogelio Rueda Sánchez - (2003 - 2006) : Nabor Ochoa López - (2006 - 2009) : Virgilio Mendoza Amezcua |

## Culture

### Héraldique

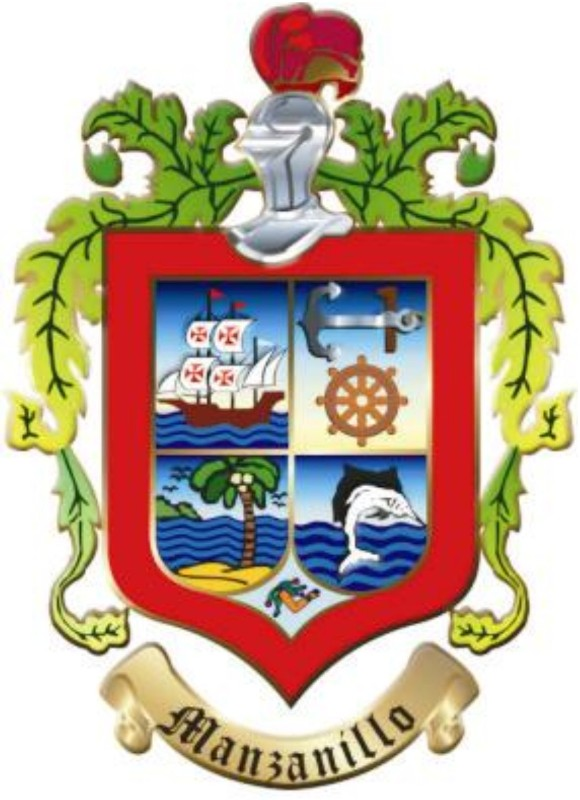
Blason de Manzanillo

Le blason de la ville fut élaboré le 27 mars 1979 à l'initiative du Président Municipal Jorge Armando Gaytán Gudiño. Son créateur est l'architecte Joaquín Ponce Valdovinos.

### Sports
La ville possède un club de football, le Club de Fútbol Soccer Manzanillo, qui a accédé à la
seconde division du championnat du Mexique en 2006.
Les sports nautiques comme la pêche, le surf, la plongée sous-marine, le PMT ou le skimboard sont abondamment pratiqués tout au long de l'année.
La ville possède également plusieurs terrains de golf reconnus internationalement pour leurs tournois amateurs et professionnels.

### Religion
80 % de la population de la ville est catholique. Les 20 % restants se partagent notamment entre mormons, témoins de Jéhovah et évangéliques.

### Jumelages
La ville de Manzanillo est jumelée avec les villes suivantes :
- Saint Paul (États-Unis)
- Flagstaff (États-Unis)
- San Pablo (États-Unis)

## Galerie photo

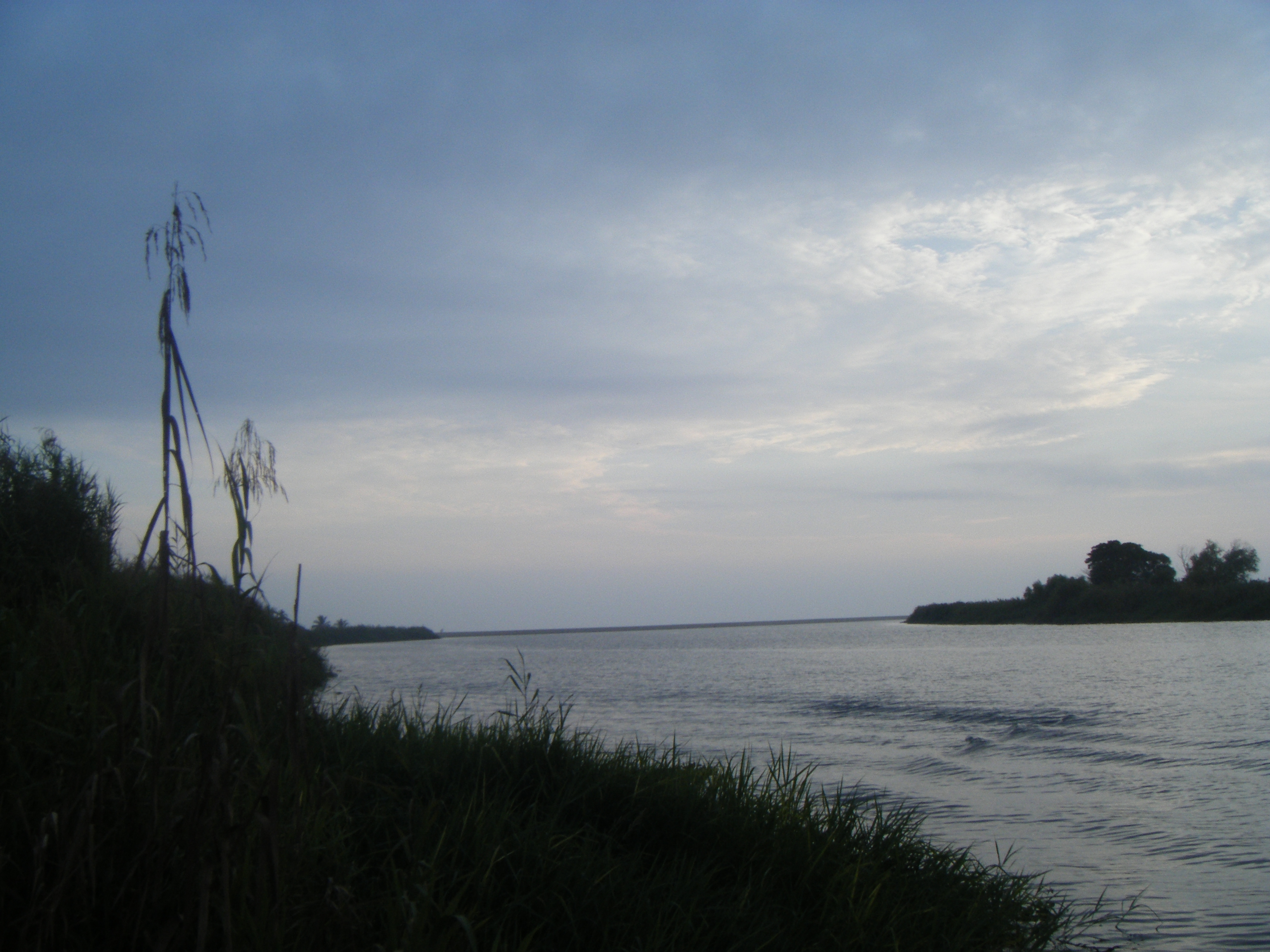
Río Marabasco